# Günther Glomb
Günther Glomb (Bad Sauerbrunn, 17 agosto 1930 – Bad Sauerbrunn, 13 agosto 2015) è stato un allenatore di calcio e calciatore tedesco, di ruolo attaccante.